# Franz Bode
Hermann Paul Franz Bode (* 28. Juni 1903  in Berlin-Mariendorf; † 8. Januar 1940 in Berlin) war ein deutscher Kommunist, Arbeiter und Widerstandskämpfer gegen den Nationalsozialismus.

## Leben
Franz Bode kam als zweiter Sohn des Malers Franz Bode (1875–1916) und seiner Ehefrau Frieda Bode (geborene Lowinsky, 1879–1967) in Mariendorf zur Welt. Nach ihm folgten noch drei Geschwister. Die Familie wohnte zuerst in der Kaiserstraße 110 und später in den 1920er Jahren in der Kurfürstenstraße 73. Der Vater ist 1916 im Ersten Weltkrieg gefallen und seine Mutter musste die fünf Kinder alleine aufziehen. Bedingt durch die wirtschaftliche Not und Inflation nach Kriegsende konnte er keinen Beruf erlernen. Am 24. Dezember 1927 hat er in Berlin-Tempelhof seine Frau Paula (am 12. August 1901 geb. Fischer) geheiratet.
Als ungelernter Arbeiter wurde er in der organisierten Arbeiterbewegung aktiv und wurde Mitglied in der KPD, weshalb er auch mehrmals seine Arbeitsstelle verlor. Anfang der 1930er Jahre zog er in die Schützenstraße 26 um und wohnte zeitweilig auch in der Richterstraße 48. Im Jahr 1933 war er als Lichtpauser tätig und in diesem Jahr wurde auch seine Tochter Sonja geboren.
Nach der „Machtergreifung“ durch die Nationalsozialisten erfolgte im September 1933 seine erste Verhaftung wegen illegaler Tätigkeit für die KPD und er wurde im KZ Columbiahaus gefangen gehalten. Dort wurde er so schwer misshandelt, dass er auf dem rechten Ohr taub wurde. Nach 15 Wochen wurde er freigelassen und war danach weiterhin im antifaschistischen Widerstand aktiv.
Im September 1934 erfolgte in Berlin-Lichtenrade durch Verrat die Verhaftung eines Verbindungsmannes, der nach Folterung ein geplantes Treffen mit Bode verriet. Da es nicht mehr gelang ihn zu warnen, erfolgte seine zweite Verhaftung. Um ihn zur Aussage zu zwingen, wurde er in der Haft erneut misshandelt.
Im Januar 1935 gelang es seiner Frau, ihn zwei Tage vor seinem Prozess zu besuchen. Ihrer Aussage nach war Franz Bode nicht in der Lage einen zusammenhängenden Satz zu sprechen.
Am 31. Januar 1935 wurde er mit drei Mitangeklagten zu einer Zuchthausstrafe verurteilt und im Oktober 1936 als schwerkranker Mann aus dem Zuchthaus Luckau entlassen.
Nach der Entlassung musste er sich regelmäßig bei der Gestapo melden und es gelang ihm nicht, eine Arbeitsstelle zu finden. Das Arbeitsamt lehnte seine Vermittlung ab und durch Intervention der Gestapo verlor er einen bei der Fritz Werner Werkzeugmaschinen AG in Berlin-Marienfelde gefundenen Arbeitsplatz wieder schnell.
Danach war er lange arbeitslos, bis er 1939 durch Vermittlung von Herbert Richter-Luckian (1944 zum Tode verurteilt) eine Stelle bei der Firma Wohlmut erhielt. Er starb 1940 in Berlin an den Folgen der in der Haft durch Folter erlittenen Verletzungen. Die offizielle Todesursache war Chronische Bronchitis und Lungenemphysem.